# Rádio Clube do Pará
Rádio Clube do Pará é uma emissora de rádio brasileira sediada em Belém, capital do estado do Pará. Opera no dial FM 106,9 MHz, e pertence ao Grupo RBA de Comunicação.

## História
Fundada por Roberto Camelier, Eriberto Pio e Edgar Proença, a transmissão inaugural da Rádio Clube ocorreu em 22 de abril de 1928, cinco anos depois da primeira rádio brasileira, a Rádio Sociedade do Rio de Janeiro, sendo a Clube a primeira emissora de rádio do Pará e da região Norte do Brasil. Como as primeiras rádios do Brasil, a emissora surgiu na forma de uma associação, em que os integrantes pagavam mensalidades fixas para manter a emissora. A publicidade nas rádios somente seria regulamentada em 1932. Discos eram emprestados por comerciantes locais que, por sua vez, recebiam divulgação de seus locutores. As transmissões ao vivo eram noturnas, e contavam com cantores, instrumentistas e poetas da cidade.
Em 9 de junho de 2017, a emissora suspendeu suas transmissões através do dial AM, continuando a emitir seu sinal apenas através da internet. A medida ocorreu em função de uma determinação acatada pelo Tribunal Regional Federal da 1ª Região, após processo movido pelo Ministério Público Federal, utilizando como pretexto o artigo 54 da Constituição que proíbe parlamentares de possuírem concessões públicas. As transmissões foram restabelecidas duas semanas depois, na noite de 21 de junho. Em 23 de agosto de 2018, mais uma vez, o TRF1 entrou com um processo para cancelar a concessão da Rádio Clube do Pará e ordenar uma nova licitação para os 690 kHz.
Em 21 de agosto de 2022, a emissora passou a transmitir através do dial FM, na frequência 104,7 MHz, após arrendar a concessão migrante do AM para o FM pertencente à Fundação Boas Novas, que veiculava programação musical desde o fim da retransmissão da Onda Digital FM de Manaus.
No dia 7 de outubro de 2022, o Ministério das Comunicações publicou um auto de prosseguimento para a anulação da frequência 690 AM, diante do processo judicial que corre desde 2018. Por conta disso, correndo o risco de perder a concessão e sem ter direito a migrar para a frequência correta, a emissora lançou imediatamente sua ida para o FM 104,7 MHz que é de propriedade da Boas Novas Belém, deixando de citar a frequência AM em sua programação diária, apesar disso, a direção cita que a faixa AM deve ficar no ar por um tempo. A emissora também conta com um canal reservado em FM (82.1 MHz Classe C) para uma futura migração da frequencia de "Onda Tropical''. Em abril de 2024, o Ministério das Comunicações deferiu o pedido para o Parcelamento da Adaptação da Outorga de Onda Média para FM da Emissora,no dia 17 de Agosto de 2024, a emissora iniciou a Transmissão Experimental em 106,9 MHz. Em 19 de Agosto de 2024, o portal tudoradio.com, divulgou que a frequencia AM, será desativada em definitivo, a partir do dia 30 de Setembro de 2024